# Gudalur (Coimbatore)
Gudalur es una ciudad y nagar Panchayat situada en el distrito de Coimbatore en el estado de Tamil Nadu (India). Su población es de 38859 habitantes (2011). Se encuentra a 13 km de Coimbatore.

## Demografía
Según el censo de 2011 la población de Gudalur era de 38859 habitantes, de los cuales 19707 eran hombres y 19152 eran mujeres. Gudalur tiene una tasa media de alfabetización del 85,25%, superior a la media estatal del 80,09%: la alfabetización masculina es del 90,15%, y la alfabetización femenina del 80,23%.